# بوب هينلي
بوب هينلي (بالإنجليزية: Bob Henley)‏ هو لاعب كرة قاعدة أمريكي، ولد في 30 يناير 1973 في موبيل في الولايات المتحدة.

## وصلات خارجية
- بوب هينلي على موقع دوري كرة القاعدة الرئيسي (الإنجليزية)
- بوب هينلي على موقعبيزبول رفرنس.كوم (الدوري الرئيسي) (الإنجليزية)
- بوب هينلي على موقعبيزبول رفرنس.كوم (الدوري الثانوي) (الإنجليزية)
- بوب هينلي على موقع إي إس بي إن.كوم (أم.أل.بي) (الإنجليزية)
- بوب هينلي على موقع مشجعي الرسوم البيانية (الإنجليزية)